# Berny-Rivière
Berny-Rivière település Franciaországban, Aisne megyében. Lakosainak száma 633 fő (2022. január 1.). Berny-Rivière Fontenoy, Nouvron-Vingré, Ressons-le-Long, Saint-Christophe-à-Berry és Vic-sur-Aisne községekkel határos.

## Népesség
A település népességének változása:
| Lakosok száma | 439  | 480  | 528  | 591  | 636  | 644  | 651  | 658  | 650  | 633  |
|               | 1968 | 1982 | 1990 | 2006 | 2013 | 2015 | 2017 | 2019 | 2020 | 2022 |